# Bundestagswahlkreis Bernburg – Bitterfeld – Saalkreis
Der Bundestagswahlkreis Bernburg – Bitterfeld – Saalkreis war ein Wahlkreis in Sachsen-Anhalt bei den Bundestagswahlen 2002 und 2005. Er trug die Wahlkreisnummer 72 und umfasste den ehemaligen Saalkreis sowie die ehemaligen Landkreise Bernburg und Bitterfeld.
Der Wahlkreis wurde bei der Wahlkreisreform von 2002 neu eingerichtet. Da Sachsen-Anhalt zur Bundestagswahl 2009 einen Wahlkreis verlor und außerdem im Jahre 2007 eine größere Kreisreform stattfand, wurden die meisten Wahlkreise im Bundesland neu gestaltet. Dabei wurde der Wahlkreis Bernburg – Bitterfeld – Saalkreis aufgelöst. Das Gebiet der ehemaligen Landkreise Bernburg und Bitterfeld wurde dem Wahlkreis Anhalt zugeordnet und das Gebiet des ehemaligen Saalkreises wurde zwischen den Wahlkreisen Halle, Mansfeld und Burgenland – Saalekreis aufgeteilt.

## Letzte Wahl
Die Bundestagswahl 2005 hatte folgendes Ergebnis:
| Direktkandidat      | Partei         | Erststimmen in % | Zweitstimmen in % | Bundestagswahl 2002 Zweitstimmen in % |
| ------------------- | -------------- | ---------------- | ----------------- | ------------------------------------- |
| Klaas Hübner        | SPD            | 36,1             | 31,4              | 40,4                                  |
| Martin Warlies      | CDU            | 28,7             | 25,3              | 31,5                                  |
| Jan Korte           | Die Linke.     | 22,2             | 25,6              | 14,1                                  |
| Carl-Stefan Wentzel | FDP            | 6,3              | 10,1              | 8,5                                   |
| Ines Brock          | GRÜNE          | 2,1              | 3,4               | 2,9                                   |
| Carola Holz         | NPD            | 2,9              | 2,7               | 1,1                                   |
| –                   | REP            | –                | 0,4               | –                                     |
| Ina Korntreff       | MLPD           | 0,6              | 0,5               | –                                     |
| Hans Dieter Meyer   | Offensive D    | 0,2              | 0,2               | –                                     |
| –                   | Pro DM         | –                | 0,4               | –                                     |
| Lutz-Peter Rudolf   | Einzelbewerber | 0,9              | –                 | –                                     |

## Bisherige Abgeordnete
Direkt gewählte Abgeordnete des Wahlkreises Bernburg – Bitterfeld – Saalkreis waren:
| Wahl | Name         | Partei | Erststimmen in % |
| ---- | ------------ | ------ | ---------------- |
| 2005 | Klaas Hübner | SPD    | 36,1             |
| 2002 | Klaas Hübner | SPD    | 43,3             |